# Índex de l'estat de les xarxes
L'Índex de l'estat de les xarxes (Networked Readiness Index) és un índex que anualment publica el Fòrum econòmic mundial, definit en funció del lloc, l'ús i el benefici que en pot treure un país de les tecnologies de la informació i la comunicació (TIC). Al 2016 aquest índex té en compte 139 països i cada any s'estableix una classificació mundial.
El 2005 l'estat espanyol s'hi trobava en el lloc 29, i set anys després, el 2012 va recular cap al 38. Tot i progressar de tres locs cap a la 35a posició sobre 139 a l'informe de 2016, sempre queda equiparable a nacions amb un desenvolupament molt menor. Per trencar aquest retard es va crear el Big Data CoE Barcelona, una iniciativa liderada pel centre tecnològic Eurecat amb el suport d'Oracle, la Generalitat de Catalunya i l'Ajuntament de Barcelona. Pel que fa a la deplorable posició d'Espanya a l'informe del 2016, José Manuel de Riva, president de la patronal Associació d'Empreses d'Electrónica, Tecnologies de la Informació, Telecomunicacions i Continguts Digitals (Ametic) de l'estat va lamentar «la limitada transformació digital de la indústria productiva, la ineficiència de l'ensenyament, la inadaptació del marc regulatori espanyol i l'escassa importància de les TIC als plans del govern».
| Classificació dels deu primers països i Espanya | Classificació dels deu primers països i Espanya | Classificació dels deu primers països i Espanya | Classificació dels deu primers països i Espanya | Classificació dels deu primers països i Espanya |
| Lloc                                            | 2005                                            | 2008                                            | 2012                                            | 2016                                            |
| ----------------------------------------------- | ----------------------------------------------- | ----------------------------------------------- | ----------------------------------------------- | ----------------------------------------------- |
| 1                                               | Singapur                                        | Dinamarca                                       | Suècia                                          | Singapur                                        |
| 2                                               | Islàndia                                        | Suècia                                          | Singapur                                        | Finlàndia                                       |
| 3                                               | Finlàndia                                       | Estats Units                                    | Finlàndia                                       | Suècia                                          |
| 4                                               | Dinamarca                                       | Singapur                                        | Dinamarca                                       | Noruega                                         |
| 5                                               | EUA                                             | Suïssa                                          | Suïssa                                          | EUA                                             |
| 6                                               | Suècia                                          | Finlàndia                                       | Països Baixos                                   | Països Baixos                                   |
| 7                                               | Hong Kong                                       | Islàndia                                        | Noruega                                         | Suïssa                                          |
| 8                                               | Japó                                            | Noruega                                         | EUA                                             | Regne Unit                                      |
| 9                                               | Suïssa                                          | Països Baixos                                   | Canadà                                          | Luxemburg                                       |
| 10                                              | Canadà                                          | Canadà                                          | Regne Unit                                      | Japó                                            |
| --                                              |                                                 |                                                 |                                                 |                                                 |
| 29                                              | Espanya                                         | 34. Espanya                                     | 38. Espanya                                     | 35. Espanya                                     |